# Edappadi
Edappadi là một thành phố và khu đô thị của quận Salem thuộc bang Tamil Nadu, Ấn Độ.

## Nhân khẩu
Theo điều tra dân số năm 2001 của Ấn Độ, Edappadi có dân số 48.804 người. Phái nam chiếm 52% tổng số dân và phái nữ chiếm 48%. Edappadi có tỷ lệ 62% biết đọc biết viết, cao hơn tỷ lệ trung bình toàn quốc là 59,5%: tỷ lệ cho phái nam là 71%, và tỷ lệ cho phái nữ là 51%. Tại Edappadi, 11% dân số nhỏ hơn 6 tuổi.